# 호희미
호희미(胡喜媚)는 《봉신연의(封神演義)》에서 나오는 가공 인물로, 머리 아홉 달린 꿩의 정령이다. 구두치계정(九頭雉鶏精)이라고도 한다.

## 봉신연의에서의 호희미
달기(妲己)와 왕귀인(王貴人)의 동생으로, 여와(女媧)를 섬기고 있었다. 하지만 주왕(紂王)이 여와의 궁전에서 여와를 능멸하는 시를 쓴 것을 보고는 분노한 여와의 밀명으로 달기, 왕귀인과 함께 주왕을 유혹한 뒤 폭정을 일삼도록 해 상나라가 멸망하는 계기를 제공한다.
달기가 주왕의 총애를 잃어갈때쯤 달기가 미모가 빼
어난 호희미를 주왕에게 소개시켰는데, 주왕은 호희미 에게 한눈에 반하였고 달기도 다시 총애를 되찾았지만 달기는 호희미에게 질투를 했다고 한다.
이후 주왕의 밑에서 일하고 있던 강자아(姜子牙)와 비간(比干)이 달기가 이전에 머물렀던 고분을 불태웠을 때, 그곳에 있었던 요괴 중 유일하게 살아남았다.
그 뒤 역성혁명(易姓革命)이 끝난 이후에는 강자아에게 붙잡혀 달기, 왕귀인과 함께 처형당했다.